# ワイトモ洞窟

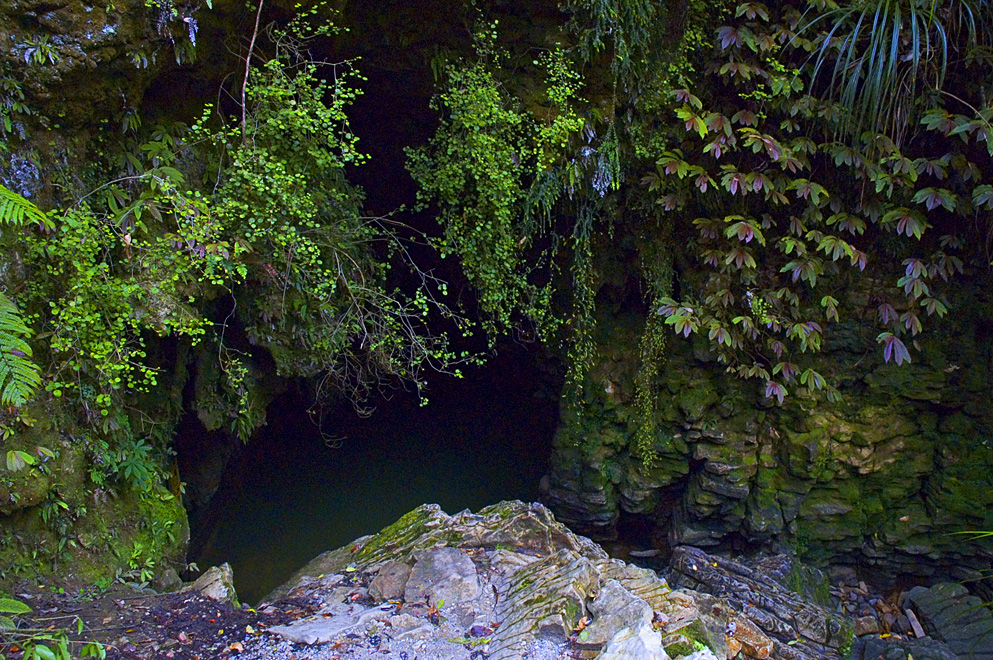
洞窟の入り口

ワイトモ洞窟（Waitomo Caves）は、ニュージーランド北島ワイカト地方のテ・クイティの町から12キロメートル北西のところにある鍾乳洞である。付近には規模の小さな村があるが、多くの村民が洞窟の観光業の臨時就労で生計を立てている。「ワイトモ」という言葉は、マオリ語で水を意味する「ワイ」と石灰洞窟や陥落孔の「トモ」に由来し、地下水の流れ抜ける洞窟を表している。洞窟は、約3,400万年前から約2,300万年前の漸新世の石灰岩で形成されている。

## 洞窟観光

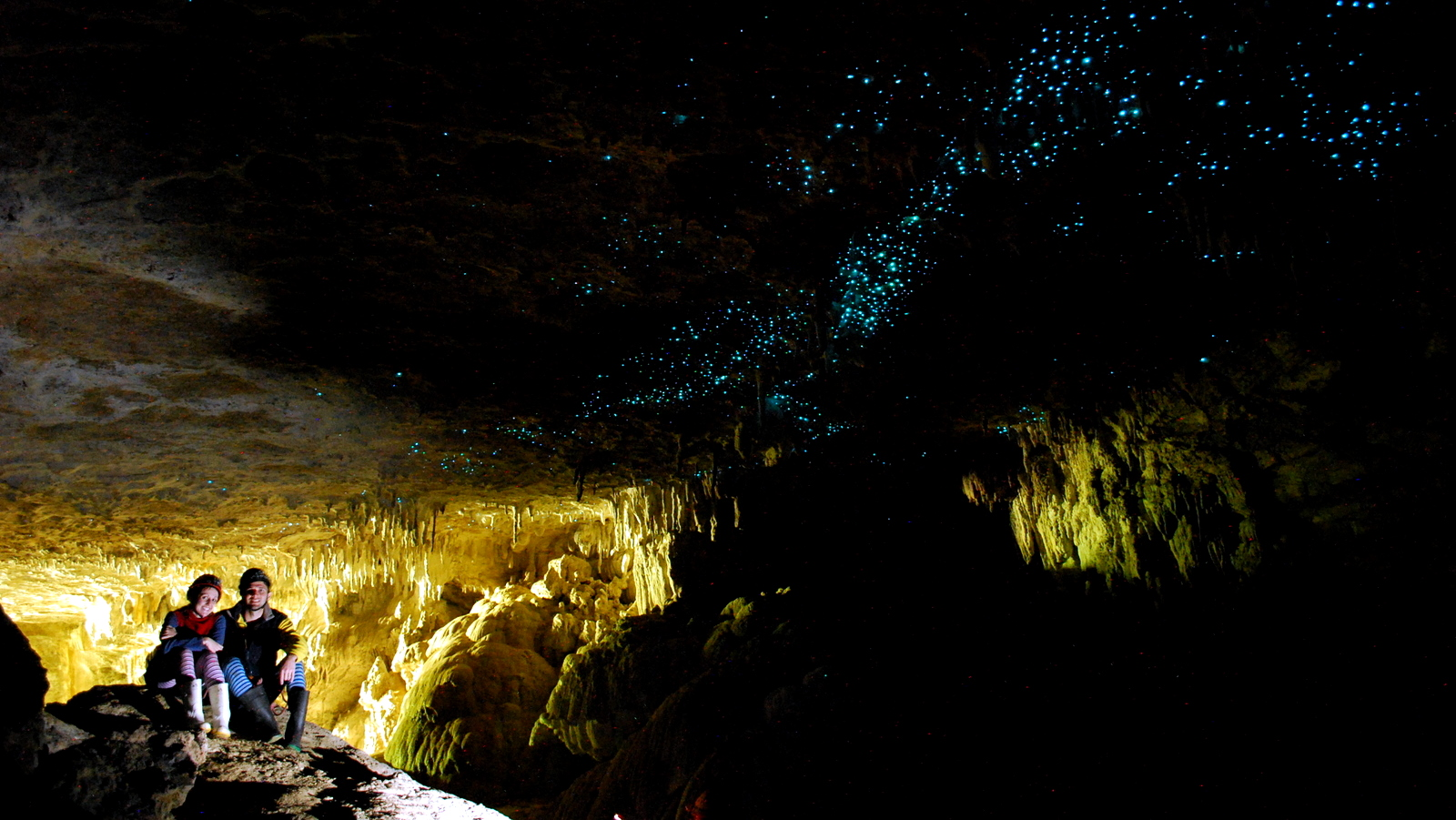
光るグローワームの天井

### 歴史
ワイトモ地区の鍾乳石の景観は、1900年という早い時期から商業的な洞窟観光の中心地であった。始めに地元のマオリ族のガイドによる簡単な洞窟観光から始まり、ワイトモ洞窟近辺の大きな区画は後に英国王室によって買収され、1904年以降に魅力的な観光スポットへと生まれ変わった。

### 現在
今日、地域の洞窟を通して観光客を専門に扱う大小いくつかの会社があり、繁盛期には毎時何百人もの観光客が見学コースを訪れ、数人の観光客によって洞窟に入るエクストリームスポーツ的な探検ツアーも毎日組まれている。ワイトモ洞窟への訪問客数は、ニュージーランド自動車協会がドライバー2万人への調査を行った2007年発表の「キウイ ぜひすべきこと101のリスト No14 ワイトモ洞窟」によると2004年におよそ40万人の訪問客が洞窟に訪れたとのことである。

### 主な洞窟
主な洞窟に、グローワーム洞窟、ルアクリ洞窟、アラヌイ洞窟とガードナーズガットがある。これらの洞窟は、鍾乳石と石筍、そして青い光を発するヒカリキノコバエの幼虫の「ツチボタル（グローワーム）」の生息で知られている。